# Рекинген
Рекинген (њем. Röckingen) општина је у њемачкој савезној држави Баварска. Једно је од 58 општинских средишта округа Ансбах. Према процјени из 2010. у општини је живјело 750 становника. Посједује регионалну шифру (AGS) 9571192.

## Географски и демографски подаци
Рекинген се налази у савезној држави Баварска у округу Ансбах. Општина се налази на надморској висини од 456 метара. Површина општине износи 10,9 km². У самом мјесту је, према процјени из 2010. године, живјело 750 становника. Просјечна густина становништва износи 69 становника/km².